# Le conseguenze
Le conseguenze  è un romanzo italiano, opera seconda di Giovanni Montanaro, già autore de La Croce Honninfjord, ed è stato pubblicato nel 2009 dalla Marsilio Editori.

## Trama
Le conseguenze è un intreccio di due storie distanti nel tempo, l'una ambientata a Berlino Est poco prima della caduta del Muro di Berlino e l'altra a Parigi nel 1572, nell'imminenza della notte di San Bartolomeo.
La trama berlinese ruota attorno al personaggio di Leo Kamp, un abile sarto che, nella soffitta dove sta il suo laboratorio, a Oranienburgstrasse, aiuta la resistenza clandestina e si dedica alla falsificazione di documenti per consentire a chi gli fa richiesta di lasciare la Repubblica Democratica Tedesca.
La sua vita cambierà per sempre quando riceverà la visita di un uomo, Ákos Roth, che gli chiederà due passaporti per passare la frontiera. Leo Kamp si troverà a compiere a una scelta della quale non riuscirà a calcolare le conseguenze.
La trama parigina, invece, è legata a Vincent des Jours, geniale pittore che viene assoldato dal conte MarcAntoine de Montrouge per un ritratto. Il pittore si innamorerà della moglie di questo, ma il loro amore verrà minacciato dalle lotte religiose; sullo sfondo, infatti, dipinte con tratti vividi, ci sono incendi, persecuzioni e intrighi.
Il romanzo è imperniato sull'amore, e sulla lotta di questi due uomini, Leo Kamp e Vincent des Jours, contro il destino che li ha divisi dalle donne che hanno amato e poi perduto; tuttavia, alterna diversi registri, dal comico al grottesco, dal toccante all'avventuroso.

## Commenti
Tiziano Scarpa ha commentato così il romanzo: "Prima o poi si finisce dentro un'immagine, nella foto di un passaporto falso o nel ritratto dipinto da un grande artista: l'immagine che ci cattura è la figura del nostro destino, che non riusciamo mai a controllare e di cui non possiamo prevedere le conseguenze."